# Shrek tercero
Shrek tercero (Shrek the Third en inglés) es una película de animación estadounidense estrenada el 18 de mayo de 2007 y dirigida por Chris Miller y Raman Hui. Es el tercer largometraje de la saga de Shrek y la continuación de Shrek 2. En su idioma original presenta las voces estelares de Mike Myers,  Cameron Diaz, Eddie Murphy, Julie Andrews, John Cleese, Rupert Everett, Antonio Banderas y Justin Timberlake.

## Argumento
Al inicio de la película se observa al Príncipe Encantador participando de una actuación de teatro en un bar con poco público, donde termina siendo abucheado por el público. Saliendo molesto a su camerino, se lamenta por la muerte de su madre el Hada Madrina (ocurrida en la segunda película) y le promete que pronto el reino de Muy Muy Lejano será suyo. 
Mientras tanto, cuando el rey Harold sufre de una enfermedad mortal,  Shrek asume algunos cargos en reemplazo del rey, pero todos acaban en desastre, por lo que Shrek admite que no está listo para asumir el reino. Antes de morir, el rey Harold le pide a Shrek que sea el nuevo rey, pero este sólo quiere regresar a su pantano, además, de manera consciente, él menciona que un ogro como rey no sería bien visto, por esto, le pregunta al rey Harold si hay algún heredero más dispuesto a heredar la corona, a lo que este le responde que tiene un sobrino, Arturo. Finalmente, el rey Harold muere, y el Príncipe Encantador piensa aprovechar la situación para convertirse en el nuevo rey. Para ello, va a la Manzana Envenenada y convence a los villanos de los cuentos de hadas de unirse para tomar el reino y que tengan su final feliz. 
Shrek, Donkey y el Gato con Botas salen en busca de Arturo, y mientras se alejan a bordo de un buque, Fiona le dice a Shrek que está embarazada. Shrek, sorprendido por la noticia, empieza a tener pesadillas sobre sus hijos, sueña con muchos ogros bebés, y aunque Donkey le habla de lo bueno que es ser padre, a Shrek le preocupa no ser un buen padre. Ellos llegan a la academia Worcestershire, donde estudia Artie, Donkey dice recordar cuando le hacían Calzón Chino, pero se dan cuenta de que Artie es el clásico chico antipopular; pues lo encuentran colgado de un Calzón Chino colgante, cuando Shrek le comunica que será el nuevo rey de Muy Muy Lejano, Artie fascinado sólo piensa en poder vengarse de las personas que lo maltrataban. Mientras tanto, el Príncipe Encantador con los demás villanos provocan disturbios en el reino. Mientras Fiona, su madre y sus mejores amigas, como Doris, las princesas Blancanieves, Cenicienta, Rapunzel y La bella durmiente celebran el embarazo de Fiona, sin embargo, ante las amenazas de Encantador, se ven obligadas a escapar. Aunque Jengi, Pinocho, los Tres Cerditos y el Lobo Feroz intentan distraer a Encantador y sus secuaces, finalmente se enteran de que Shrek fue a buscar al heredero de la corona, por lo que ordena una emboscada para matar a Artie y traer a Shrek vivo. 
Cuando se dirigen hacia Muy Muy Lejano, Donkey, Gato y Shrek empiezan a hablar a Artie de sus responsabilidades como rey, por lo que hacen que este se asuste y quiera regresar, pero Shrek se lo impide y chocan en la playa. Artie huye de Shrek y llega hasta la casa de Merlín, su antiguo profesor de magia, a quien Shrek le pide ayuda para regresar a Muy Muy Lejano no sin antes pasar por una terapia para ver a su niño interno. Luego de pasar una noche durmiendo, son emboscados por los secuaces de Encantador seguidos por el capitán Garfio el enemigo de Peter Pan, logran ganar la batalla y el capitán Garfio aprovecha para decirle que Fiona está prisionera en un calabozo de la torre y Artie aprovecha para pedirle a Merlin para que los regrese pero éste se niega, a lo que Artie finge llorar para que Merlin entre en razón y les haga un hechizo para volver a Muy Muy Lejano, pero al regresar, Donkey y el Gato se dan cuenta de que cambiaron de cuerpos. 
Shrek y compañía intentan salvar el reino Muy Muy Lejano, mientras Fiona hace lo propio con ayuda de su madre y las demás princesas, Blancanieves, Cenicienta y la Bella Durmiente, para derrotar al Príncipe Encantador y acabar con él de una vez por todas, pero son traicionadas por la princesa Rapunzel, quien es pareja del Príncipe Encantador, por lo que son arrestadas y encarceladas. Mientras tanto, Encantador atrapa a Shrek y Artie. Allí, Shrek le confiesa que él era el heredero al trono al principio y no él. Shrek es esposado mientras Artie se va de Muy Muy Lejano pensando que Shrek lo ha engañado para traerlo, pero en realidad, Shrek le ha dicho que no era el heredero al trono para evitar que el Príncipe Encantador lo matara. Más adelante, Donkey y Gato encuentran a Artie y lo convencen de regresar.
El Príncipe Encantador organiza una puesta en escena junto a la Princesa Rapunzel para matar a Shrek. Mientras, los amigos de Shrek como Donkey, Gato, Pinocho, el hombre de jengibre, el lobo feroz, los tres cerditos y las otras tres princesas comandadas por Fiona, Blancanieves, Cenicienta y la Bella Durmiente, que habían logrado escapar, interrumpen el espectáculo para liberar a Shrek, a la vez que él ridiculiza a Encantador para gracia del público. Cuando los villanos están a punto de atacar, llega Artie y logra convencer exitosamente a todos los villanos de recapacitar. El Príncipe Encantador, insistente, se enfrenta a Shrek, dándole un espadazo. Shrek finge recibir el ataque y caer de dolor, pero Encantador había apuntado mal, por lo que Shrek estaba ileso. Cuando Encantador se reincorpora, la Dragona le deja caer la torre de utilería encima y muere aplastado. Artie es coronado y vitoreado por el público. En ese momento, Merlín aparece y Donkey y Gato le piden que los vuelva a sus cuerpos originales, por lo que este lo hace, con algunos efectos secundarios haciendo que la cola de Donkey esté en la de Gato y la cola de Gato en Donkey. 
Al final de la película se ve a Shrek y Fiona en el pantano con sus tres hijos ya nacidos, alimentándolos, bañándolos y cambiándoles el pañal ya como una familia feliz, dando a notar que por el momento si se cumplió el eslogan "y vivieron felices para siempre".

## Personajes
- Mike Myers como Shrek.
- Eddie Murphy como Donkey (Burro/Asno).
- Cameron Diaz como la Princesa Fiona.
- Antonio Banderas como el Gato con Botas.
- Julie Andrews como la Reina Lillian.
- John Cleese como el Rey Harold.
- Rupert Everett como el Príncipe Encantador.
- Eric Idle como Merlín.
- Justin Timberlake como Arturo "Artie" Pendragon.
- Conrad Vernon como Jengibre, Rumpelstiltskin y el Jinete sin cabeza.
- Cody Cameron como Pinocho, los Tres cerditos y Fergus.
- Larry King como Doris.
- Amy Poehler como Blancanieves.
- Maya Rudolph como Rapunzel.
- Amy Sedaris como la Cenicienta.
- Cheri Oteri como La Bella Durmiente.
- Aron Warner como El Lobo.
- Christopher Knights como Los tres ratones ciegos.
- Ian McShane como el Capitán Garfio.
- Susanne Blakeslee como La Reina Malvada.
- Regis Philbin como Mabel, la hermanastra fea.
- Chris Miller como Espejo mágico.

## Doblaje
| Personaje                   | Actor de voz original | Actor de doblaje          | Actor de doblaje        |
| --------------------------- | --------------------- | ------------------------- | ----------------------- |
| Shrek                       | Mike Myers            | Juan Antonio Muñoz        | Alfonso Obregón Inclan  |
| Donkey/Burro/Asno           | Eddie Murphy          | José Mota                 | Eugenio Derbez          |
| Princesa Fiona              | Cameron Diaz          | Nuria Mediavilla          | Dulce Guerrero          |
| El Gato con Botas           | Antonio Banderas      | Antonio Banderas          | Antonio Banderas        |
| Príncipe Encantador         | Rupert Everett        | Armando Carreras          | Ricardo Tejedo          |
| Artie (Arturo Pendragon)    | Justin Timberlake     | José Antonio Torrabadella | Enzo Fortuny            |
| Reina Lilian                | Julie Andrews         | Rosa Guiñón               | Rosanelda Aguirre       |
| Merlín                      | Eric Idle             | Claudi García             | Arturo Mercado          |
| Jengi (Galleta de jengibre) | Conrad Vernon         | Aleix Estadella           | Jesús Barrero           |
| Pinocho                     | Cody Cameron          | Juan Miguel Valdivieso    | Eduardo Garza           |
| Heimlich (1° Cerdito)       | Cody Cameron          | Miguel Marquillas         | Moisés Iván Mora        |
| Dieter (2° Cerdito)         | Cody Cameron          | Rafael Parra              | Carlos Íñigo            |
| Horst (3° Cerdito)          | Cody Cameron          | Pablo Gómez               | Carlos Enrique Bonilla  |
| Lobo feroz                  | Aron Warner           | Javier Amilibia           | Carlos Águila           |
| Blancanieves                | Amy Poehler           | Cristina Mauri            | Carla Castañeda         |
| Bella Durmiente             | Cheri Oteri           |                           | Rossy Aguirre           |
| Cenicienta                  | Amy Sedaris           | Ana Palleja               | Verónica López Treviño  |
| Rapunzel                    | Maya Rudolph          | Noemi Bayarri             | Gabriela Cárdenas       |
| Rey Harold                  | John Cleese           | Eduardo Muntada           | Ulises Maynardo Zavala  |
| Lancelot                    | John Krasinski        | Claudi Domingo            | Irwin Daayán            |
| Mabel                       | Regis Philbin         | Sergi Hom                 | Daniel Cubillo          |
| Doris                       | Larry King            | Michael Robinson          | Mario Arvizu            |
| Doris                       | Jonathan Ross         | Michael Robinson          | Mario Arvizu            |
| Capitán Garfio              | Ian McShane           | Jordi Boixaderas          | Emilio Guerrero         |
| Cíclope                     | Mark Valley           | Domenech Farell           | Ulises Maynardo Zavala  |
| Reina malvada               | Susanne Blakeslee     | Aída de la Cruz           | Rebeca Manríquez        |
| Roble                       | Andrew Birch          | Kenzo Mutsuda             | Andrés García           |
| Abeto                       | Christopher Knights   | Gabriel Abril             | Víctor Hugo Águilar     |
| Titiritero                  | Chris Miller          | Marc López                | Erick Archundia         |
| Capitán del barco           | Seth Rogen            | Pedro José Martos         | Leandro Martínez Vargas |
| Guinevere                   | Latifa Ouaou          | Josefina Rius             | Karla Falcón            |
| Gary                        | Tom McGrath           | Pep Papell                | Luis Fernando Orozco    |
| Xavier                      | Walt Dohrn            | David Brau                | Alejandro Orozco        |
| Raúl                        | Guillaume Aretos      | Francisco Alborch         | Alfonso Ramírez         |

## Banda sonora
| Shrek The Third: Motion Picture Soundtrack |                                         |                                 |          |  |
| N.º                                        | Título                                  | Intérprete (s)                  | Duración |  |
| 1.                                         | «Royal Pain»                            | Eels                            |          |  |
| 2.                                         | «Do You Remember Rock 'N' Roll Radio?»  | Ramones                         |          |  |
| 3.                                         | «Immigrant Song»                        | Led Zeppelin                    |          |  |
| 4.                                         | «Barracuda»                             | Heart                           |          |  |
| 5.                                         | «Live and Let Die»                      | Wings                           |          |  |
| 6.                                         | «Best Days»                             | Matt White                      |          |  |
| 7.                                         | «Joker and the Thief»                   | Wolfmother                      |          |  |
| 8.                                         | «Others Ways»                           | Trevor Hall                     |          |  |
| 9.                                         | «Cat's in the Cradle»                   | Harry Chapin                    |          |  |
| 10.                                        | «Losing Streak»                         | Eels                            |          |  |
| 11.                                        | «What I Gotta Do»                       | Macy Gray                       |          |  |
| 12.                                        | «Thank You (Falletin Be Mice Elf Agin)» | Eddie Murphy y Antonio Banderas |          |  |
| 13.                                        | «Final Showdown»                        | Maya Rudolph y Rupert Everett   |          |  |
| 14.                                        | «Charming's Plan»                       | Harry Gregson-Williams          |          |  |
| 15.                                        | «9 Crimes»                              | Damien Rice                     |          |  |

Hubo un tema musical diferente creado para la versión japonesa, llamado "Love is the Greatest Thing" de W-inds.

## Fechas de estreno internacional
| País                    | Fecha de estreno               |
| ----------------------- | ------------------------------ |
| Alemania                | Jueves 21 de junio de 2007     |
| Argentina               | Jueves 14 de junio de 2007     |
| Armenia                 | Jueves 31 de mayo de 2007      |
| Australia               | Jueves 7 de junio de 2007      |
| Austria                 | Jueves 21 de junio de 2007     |
| Bélgica                 | Miércoles 20 de junio de 2007  |
| Brasil                  | Viernes 15 de junio de 2007    |
| Bulgaria                | Viernes 31 de agosto de 2007   |
| Chile                   | Jueves 14 de junio de 2007     |
| China                   | Martes 31 de julio de 2007     |
| Colombia                | Viernes 8 de junio de 2007     |
| Corea del Sur           | Miércoles 6 de junio de 2007   |
| Croacia                 | Jueves 7 de junio de 2007      |
| Dinamarca               | Viernes 31 de agosto de 2007   |
| Egipto                  | Miércoles 6 de junio de 2007   |
| Eslovenia               | Miércoles 6 de junio de 2007   |
| España                  | Viernes 22 de junio de 2007    |
| Estados Unidos · Canadá | Viernes 18 de mayo de 2007     |
| Estonia                 | Viernes 8 de junio de 2007     |
| Filipinas               | Viernes 18 de mayo de 2007     |
| Finlandia               | Viernes 31 de agosto de 2007   |
| Francia                 | Miércoles 13 de junio de 2007  |
| Grecia                  | Jueves 6 de septiembre de 2007 |
| Hong Kong               | Jueves 28 de junio de 2007     |
| Hungría                 | Jueves 14 de junio de 2007     |
| India                   | Viernes 1 de junio de 2007     |
| Indonesia               | Jueves 14 de junio de 2007     |
| Islandia                | Viernes 22 de junio de 2007    |

| País                         | Fecha de estreno             |
| ---------------------------- | ---------------------------- |
| Israel                       | Jueves 28 de junio de 2007   |
| Italia                       | Viernes 31 de agosto de 2007 |
| Japón                        | Sábado 30 de junio de 2007   |
| Kuwait                       | Miércoles 6 de junio de 2007 |
| Kazajistán                   | Sábado 19 de mayo de 2007    |
| Letonia                      | Viernes 8 de junio de 2007   |
| Lituania                     | Viernes 8 de junio de 2007   |
| Malasia                      | Jueves 31 de mayo de 2007    |
| México                       | Viernes 15 de junio de 2007  |
| Noruega                      | Viernes 31 de agosto de 2007 |
| Nueva Zelanda                | Jueves 7 de junio de 2007    |
| Países Bajos                 | Jueves 21 de junio de 2007   |
| Pakistán                     | Viernes 25 de mayo de 2007   |
| Panamá                       | Jueves 14 de junio de 2007   |
| Perú                         | Jueves 14 de junio de 2007   |
| Polonia                      | Viernes 29 de junio de 2007  |
| Portugal                     | Jueves 21 de junio de 2007   |
| Reino Unido Irlanda          | Viernes 29 de junio de 2007  |
| República Checa · Eslovaquia | Jueves 14 de junio de 2007   |
| Rumania                      | Viernes 18 de mayo de 2007   |
| Rusia                        | Jueves 17 de mayo de 2007    |
| Singapur                     | Jueves 31 de mayo de 2007    |
| Suecia                       | Viernes 31 de agosto de 2007 |
| Tailandia                    | Jueves 31 de mayo de 2007    |
| Taiwán                       | Viernes 15 de junio de 2007  |
| Turquía                      | Viernes 15 de junio de 2007  |
| Ucrania                      | Jueves 17 de mayo de 2007    |
| Venezuela                    | Jueves 15 de junio de 2007   |

## Recepción

### Recepción de la crítica
La reacción de la crítica de Shrek tercero fue generalmente mixta a negativa. En el sitio web Rotten Tomatoes tiene un 41% de aprobación, con una puntuación media de 5.5 sobre 10, con base en 213 reseñas. La película también tiene una calificación promedio de 58 sobre 100 en el sitio web Metacritic, con base en 35 comentarios. 
El crítico David Ansen escribió que la película tiene un "ingenio sarcástico dirigido casi en su totalidad a los padres... esto nunca me tocó el corazón o pasó por debajo de mi piel. Es una película en guerra consigo misma: una película para niños que no quiere serla".

### Recaudación
A pesar de las críticas, Shrek tercero, que se estrenó en 4.122 salas de cine de Estados Unidos el 18 de mayo de 2007, recaudó 38 millones de dólares el primer día, la mayor recaudación de taquilla en su primer día para una película de animación de todos los tiempos (este récord sería posteriormente superado en 2010 por Toy Story 3, con 41 millones). Luego, consiguió un total de 121.629.270 dólares en su primer fin de semana, la mejor recaudación en su primer fin de semana para una película de animación, y la segunda mayor para una película en 2007 en Estados Unidos y Canadá. En febrero de 2009, Shrek tercero había acumulado un beneficio de 322.7 millones de dólares en Estados Unidos y 476.2 millones en el resto del mundo, para un total acumulado de 798.9 millones de dólares. Shrek tercero fue la cuarta película más taquillera del mundo en 2007, solo por detrás de Piratas del Caribe: en el fin del mundo, Harry Potter and the Order of the Phoenix y Spider-Man 3. Fue la segunda película más taquillera en Estados Unidos y Canadá en ese año, por detrás de Spider-Man 3. Además, fue la película animada más taquillera del mundo en el año 2007, y la segunda más taquillera de la serie de 'Shrek. Shrek tercero ocupa el puesto 26 de las películas más taquilleras de todos los tiempos. Comparándola con su antecesora y su sucesora, la película tuvo una corta permanencia en los cines; Shrek tercero pasó solamente 12 semanas en las salas, mientras Shrek, Shrek 2, y Shrek Forever After fueron proyectadas 29, 21, y 16 semanas respectivamente.

## Premios
La película ganó en 2007 el People's Choice Award a la "Película familiar favorita".[cita requerida].
También fue nominado a la categoría de "Película + BKN" en los BKN Awards en 2007.